# Munt (geslacht)
Munt (Mentha) is een geslacht van vaste planten uit de lipbloemenfamilie (Lamiaceae). Ze hebben sterk geurende stoffen (menthol) die gebruikt worden in diverse producten als smaak- en geurstof, bijvoorbeeld in snoep, thee en tandpasta. De muntolie wordt met name gewonnen uit pepermunt en aarmunt. In de supermarkt of bij de groenteboer wordt meestal aarmunt verkocht.
Bij tuiniers zijn muntsoorten gekend als woekerplant door hun ondergrondse worteluitlopers.

## Soorten
De verschillende soorten van dit geslacht zijn niet altijd duidelijk begrensd en kruisen onderling gemakkelijk. 
Enkele soorten zijn:
- Watermunt (Mentha aquatica)
- Akkermunt (Mentha arvensis)
- Hertsmunt (Mentha longifolia)
- Polei (Mentha pulegium)
- Aarmunt (Mentha spicata)
- Witte munt (Mentha suaveolens)

Er zijn veel kruisingen, waarvan vele fertiel. Terugkruisingen met een oudersoort of ouderondersoort bemoeilijken determinatie.
Enkele kruisingen zijn:
- Mentha ×piperita: Pepermunt, is een kruising tussen Mentha aquatica en Mentha spicata
- Mentha ×rotundifolia: Wollige munt, is een kruising van Mentha longifolia en Mentha suaveolens
- Mentha ×verticillata: Kransmunt, is een kruising tussen Mentha aquatica en Mentha arvensis
- Mentha ×gracilis, synoniem Mentha xgentilis: 'Gembermunt', 'Edelmunt' of 'Palingkruid', is een kruising tussen Mentha arvensis en Mentha spicata (de naam 'Palingkruid' kan overigens ook andere kruiden aanduiden)[1][2][3]